# 四銃士 (映画)
『四銃士』（よんじゅうし、The Four Musketeers）は、1974年のイギリス・アメリカ合衆国の剣戟映画。監督はリチャード・レスター、出演はマイケル・ヨーク、オリヴァー・リード、フランク・フィンレー、リチャード・チェンバレンなど。
前年の映画『三銃士』の続編で、アレクサンドル・デュマ・ペールによる原作小説『三銃士』の後半部分に当たる。
『三銃士』と『四銃士』は、当初は一つの作品として仕上げる予定だったのを、2分割したものであった。そのため、出演者がこれを契約違反であるとして、以後俳優との契約には、作品の本数を明記した「サルキンド条項（Salkind clause）」が適用されるようになった。これは、製作スタッフのアレクサンダー・サルキンドの名を冠したものである。

## ストーリー
国王軍とラ・ロシェルの反乱軍との戦いのさなか、リシュリュー枢機卿は、銃殺刑にされかけたものの、脱出に成功したロシュフォール伯爵（英語版）に、ボナシュウの妻コンスタンスを誘拐するように命じる。また、ダルタニャンへの復讐の炎を燃やすミレディーは、彼を誘惑して暗殺を企てるが失敗する。ダルタニャンは、かつてミレディーがアトスと恋愛関係にあり、犯罪歴があるのを知られて、アトスに殺されかけたことを知る。
アトス、ポルトス、そしてアラミスは、サンクルーに囚われていたコンスタンスを助け出し、アルマンティエールの修道院にかくまう。方やミレディーは、ダルタニャンに、毒入りのぶどう酒と、三銃士が禁足処分を食ったと言う嘘の手紙を送りつける。ダルタニャンが3人を保釈しに行こうとしたところに、ロシュフォールと手下が襲いかかり、そこへ三銃士も加わって乱闘となり、捕まった手下の一人が、リシュリュー枢機卿がドーブ･コット･インに行く予定だとばらした後、その毒入りぶどう酒を飲んで息絶える。アトスはリシュリューの偵察に行き、枢機卿が、イングランドが噛んでいるらしい、ラ･ロシェルへの援軍を、バッキンガム公爵が寄越さないように、アンヌ王妃との関係を盾にゆさぶること、もし応じない時は暗殺することを命じる。ミレディーは見返りとして、自分の行為を正当化する証明書を枢機卿に書かせる。
しかしながら、その後アトスがミレディーから書類を奪い取り、ダルタニャンに、枢機卿の陰謀を伝えたため、ダルタニャンは従卒のプランシェをイングランドに派遣して、バッキンガム公爵に注意を促そうとする。一方イングランドでは、援軍中止を拒否されたミレディーが、暗殺を謀ろうとするも捕えられ、ロンドン塔に監禁されるが、ミレディーはここでも公爵の部下フェルトンを誘惑し、公爵を殺すようそそのかす。フェルトンは彼女を逃がした後、プランシェが到着する前に、バッキンガム公爵を殺害する。ラ･ロシェルが陥落したのはそれから間もなくだった。
ロシュフォールとミレディーは、アルメンティエールの修道院に乗り込み、そこに到着した四銃士と激しく闘う。ロシュフォールと配下の者が、銃士たちを追い詰めている間、ミレディーはコンスタンスを絞め殺すものの、ついにアトスにつかまり、ダルタニャンはロシュフォールとの死闘のすえ、相手を斃す。ミレディーは四銃士から首切りの判決を言い渡され、刑がとりおこなわれた直後、彼らは枢機卿の護衛隊に逮捕される。
リシュリューは、大事な配下の者を2人失ったことで、ダルタニャンを告発するが、ダルタニャンは枢機卿の署名入りの証明書を見せ、自分の行為が法的に正しいものであると主張する。枢機卿は自らの完敗を悟り、またダルタニャンの行為に感心して、彼と、彼の3人の友人の中から1人を将校に任じることにする。アトス、ポルトス、アラミスがそれぞれ辞退したため、ダルタニャンが銃士隊の隊長補佐に昇任する。

## キャスト
| 役名               | 俳優                         | 日本語吹替                                                                     |
| 役名               | 俳優                         | テレビ朝日版                                                                   |
| ------------------ | ---------------------------- | ------------------------------------------------------------------------------ |
| ダルタニアン       | マイケル・ヨーク             | 松橋登                                                                         |
| コンスタンス       | ラクエル・ウェルチ           | 中村晃子                                                                       |
| アトス             | オリヴァー・リード           | 内海賢二                                                                       |
| ポルトス           | フランク・フィンレー         | 大塚周夫                                                                       |
| アラミス           | リチャード・チェンバレン     | 金内吉男                                                                       |
| ルイ13世           | ジャン＝ピエール・カッセル   | 仲木隆司                                                                       |
| アンヌ王妃         | ジェラルディン・チャップリン | 平淑恵                                                                         |
| バッキンガム公爵   | サイモン・ウォード           | 仲村秀生                                                                       |
| プランシェ         | ロイ・キニア                 | 神山卓三                                                                       |
| キティ             | ニコール・カルファン         | 土井美加                                                                       |
| ジュサック         | アンヘル・デル・ポゾ         | 北村弘一                                                                       |
| フェルトン         | マイケル・ゴサード           | 下村彰人                                                                       |
| ベアトリス         | ギティ・ジャマル             | 朝井良江                                                                       |
| トレヴィル         | エドゥアルド・ファヤルド     | 上田敏也                                                                       |
| ロシュフォール伯爵 | クリストファー・リー         | 西沢利明                                                                       |
| ミレディー         | フェイ・ダナウェイ           | 平井道子                                                                       |
| リシュリュー枢機卿 | チャールトン・ヘストン       | 納谷悟朗                                                                       |
| 不明 その他        |                              | 平井隆博 西野純司 安田隆 上恭ノ介 西村知道 藤城裕士 吉村傭 岡田直子 安田あきえ |
|                    |                              |                                                                                |
| 演出               | 演出                         | 高桑慎一郎                                                                     |
| 翻訳               | 翻訳                         | 篠原慎                                                                         |
| 効果               | 効果                         | 大野義信                                                                       |
| 調整               | 調整                         | 遠西勝三                                                                       |
| 制作               | 制作                         | 千代田プロダクション                                                           |
| 解説               | 解説                         | 淀川長治                                                                       |
| 初回放送           | 初回放送                     | 1982年2月14日 『日曜洋画劇場』                                                 |

※KADOKAWAから発売のBDに吹替収録

## スタッフ
- 監督 - リチャード・レスター
- 製作総指揮 - イリヤ・サルキンド
- 製作 - アレクサンダー・サルキンド
- 脚本 - ジョージ・マクドナルド・フレイザー（英語版）
- 原作 - アレクサンドル・デュマ・ペール
- 撮影 - デヴィッド・ワトキン
- 音楽 - ラロ・シフリン
- 編集 - ジョン・ヴィクター･スミス
- 衣装デザイン - イヴォンヌ・ブレイク
- 字幕監修 - 清水俊二

## 日本版DVD
複数回発売されている。
- 【DVD】四銃士 〈初回限定生産〉	2011年3月2日発売
- 【DVD】四銃士 〈初回限定生産〉	2009年5月9日発売
- 【DVD】四銃士 〈初回限定生産〉	2008年7月10日発売
- 【DVD】四銃士 〈初回限定生産〉	2006年8月25日発売
- 【DVD】三銃士／四銃士 2001年5月25日発売

## 作品の評価

### 映画批評家によるレビュー
Rotten Tomatoesによれば、21件の評論のうち高評価は76%にあたる16件で、平均点は10点満点中7.1点となっている。

### 受賞歴
イヴォンヌ・ブレイクとロン・タルスキーは、第48回アカデミー賞衣裳デザイン賞にノミネートされた。